# L'Imprécateur
L'Imprécateur is een Franse film van Jean-Louis Bertuccelli die werd uitgebracht in 1977.
Het scenario is gebaseerd op de gelijknamige met de Prix Femina bekroonde roman (1974) van René-Victor Pilhes.

## Verhaal
De Amerikaanse multinational Rossery's & Mitchell is gespecialiseerd in het produceren van landbouwwerktuigen. De zetel van het Franse filiaal is gevestigd in de Tour Montparnasse. Nadat de directeur marketing is omgekomen in een mysterieus auto-ongeval ontstaat er opschudding. Bovendien worden in alle kantoren anonieme brieven aangetroffen die verwarring en onrust veroorzaken. Daarin worden beschuldigingen geuit en vloeken uitgesproken. 
Omdat de goede gang van zaken wordt bedreigd vraagt de Franse directeur zijn adjunct-directeur human resources een onderzoek in te stellen om na te gaan of de afperser in het filiaal werkt. Ondertussen slaat de paranoia om zich heen.

## Rolverdeling
| Acteur               | Personage                |
| -------------------- | ------------------------ |
| Jean-Pierre Marielle | Roustev                  |
| Michel Piccoli       | Saint-Ramé               |
| Jean Yanne           | de directeur             |
| Jean-Claude Brialy   | Le Rantec                |
| Michael Lonsdale     | Abéraud                  |
| Marlène Jobert       | mevrouw Arangrude        |
| Robert Webber        | het Amerikaanse kaderlid |
| Charles Cioffi       | Marc Ganter              |
| Noëlle Adam          | mevrouw Saint-Ramé       |
| Anton Diffring       | Ronson                   |
| Christine Pascal     | Betty Saint-Ramé         |